# Благовещенская церковь (Санкт-Петербург, Приморский район)
Церковь Благове́щения Пресвятой Богородицы на Приморском проспекте — православный храм в Санкт-Петербурге, на западе исторического района Новая Деревня.
Принадлежит Санкт-Петербургской епархии Русской православной церкви, входит в состав Приморского благочиния. Настоятель — протоиерей Феодор Гуряк.

## История

### Первый храм
На набережной Большой Невки в Старой Деревне в 1760-е годы А. П. Бестужев-Рюмин построил деревянную церковь Благовещения Пресвятой Богородицы. Тогда мыза Каменный Нос и приобрела своё второе название — село Благовещенское. Строительство церкви началось ещё в конце 1740-х гг. по проекту архитектора П. А. Трезини. Однако арест и ссылка Бестужева-Рюмина в 1758 году приостановили работы, и строительство было завершено только после его помилования и возвращения в Петербург. Деревянный храм в виде ротонды был возведен к 1762 году, тогда и состоялось его первое освящение. Поскольку сооруженная церковь была холодной, через три года началось сооружение теплого придела. В 1770 году он был освящен во имя святого князя Александра Невского. Сюда перенесли из упразднённой домовой Благовещенской церкви графа иконостас, находившийся прежде в первом (во время сооружения) Исаакиевском соборе.
12 июня 1803 года храм сгорел от удара молнии (иконостас удалось спасти).

### Современная церковь
Новый храм с тремя приделами был построен владельцем Новой Деревни С. С. Яковлевым по проекту архитектора В. О. Мочульского в стиле ампир. Возведение церкви велось с 1805 по 1809 год.
Общая композиция постройки близка классическим усадебным церквам-ротондам второй половины XVIII века. Завершает храм также ротондой, оформленной тосканской колоннадой из 12 колонн, между которыми размещались колокола. В церкви находился красивый ампирный иконостас, в золоченом напрестольном кресте «хранились мощи нескольких святых и частица Животворящего Креста».
В церкви долгое время сохранялся старый колокол с изображением герба и медали, выбитых в честь графа Бестужева-Рюмина. На колоколе виднелась надпись, что его «вылил колокольный мастер Ден. Евдокимов, а украшения и надпись делал крепостной графа Прохор Невзоровский в Санкт-Петербурге в 1765 г.». Однако в 1856 году этот колокол разбился.
Церковь освятили в 1809 году во имя Благовещения Пресвятой Богородицы. Кроме главного придела, в ней есть ещё придел Александра Невского и святых мучеников Тимофея и Мавры. Недалеко от церкви новый хозяин земли А. Н. Авдулин в 1818 г. поставил придорожную часовню.
В праздник Преображения от церкви в соседние Коломяги направлялся крестный ход. После эпидемии холеры в 1848 году вокруг церкви стали проводиться 28 июля, в день Смоленской иконы Богоматери, ежегодные крестные ходы в поминовение умерших от той болезни.

В начале 1850-х годов в храме проводились реставрационные работы под руководством архитектора А. И. Кракау, а полстолетия спустя, в 1900 году гражданский инженер В. К. Теплов пристроил колокольню и ризницу, освященные 25 ноября 1901 года.
При храме действовало Общество пособия бедным и детский приют. В самой церкви находились семейные усыпальницы Никитиных и Орловых-Денисовых.
С 1855 по 1878 годы в храме служил известный проповедник и духовный писатель протоиерей о. Константин Стратилатов, автор ряда популярных в своё время сочинений духовно-нравственного содержания.

### Храм после революции
С началом обновленческого раскола приход примкнул к нему. 2 декабря 1923 года он вернулся в лоно Патриаршей Церкви, но 29 февраля 1924 года снова перешёл в обновленчество, в котором состоял (с перерывом с сентября по 10 октября 1926 года) до закрытия.
Храм был закрыт в 1937 году. Имущество было передано в Госфонд. Через некоторое время церковь переделали с устройством перекрытий. В 1947 году в связи с устройством Приморского проспекта была снесена колокольня. В здании долгое время находился завод резиновых изделий и игрушек, известно, что в храме изготавливались резиновые шайбы.
В 1992 году храм возвращен Православной церкви.
В 1995 года при церкви был основан русско-белорусский приход, усилиями которого и началась реставрация храма. Тем не менее состояние храма было аварийным и угрожало полным разрушением.
В 1997 году настоятелем церкви Благовещения Пресвятой Богородицы был назначен священник Иоанн Малинин. Первая Божественная Литургия, после закрытия храма, была отслужена им 21 сентября 1997 года в день Рождества Пресвятой Богородицы. С этого момента начались регулярные богослужения. Приходу удалось убедить городскую администрацию в необходимости комплексной реставрации здания и работы начались в 1999 году.
Совместными усилиями прихожан храма и городских властей, выделивших средства из городского бюджета, церковь Благовещения Пресвятой Богородицы была отреставрирована.
В рамках восстановительных работ были смонтированы внутренние и наружные инженерные сети, разобраны перекрытия здания, колонны и конструкции ротонды были заменены на новые.
Принятая схема реставрации исключила вариант установки колоколов в ротонде храма.
Конструкции крыши и кровли были созданы заново.
Несмотря на многолетнее активное использование храма, часть живописи удалось обнаружить под поздними наслоениями краски. реставрирован живописный декор, воссоздана роспись в парусах, отреставрированы интерьеры храма. Работы проводились по старым сохранившимся фотографиям, и несмотря на то, что часть икон расположено не в соответствии с канонами, священноначалие поддержало восстановление церкви в том виде, в котором она существовала до прихода советской власти.
Реставрационные работы проводили ЗАО «Пикалов и сын» при участии НИИ «Спецпроектреставрация». К концу 2001 года полностью восстановлен внешний вид храма, выполнена роспись внутри купола и установлены три иконостаса.

### После освящения 2003 года
В 2002 году протоиерей Иоанн Малинин назначен штатным священником в Коломяги, в Пантелеимоновскую церковь, откуда переведен в Воскресенский храм (у бывшего Варшавского вокзала) с назначением в Сампсониевский собор настоятелем, где 21 мая того же, 2002 года, отслужил первую литургию после закрытия собора.

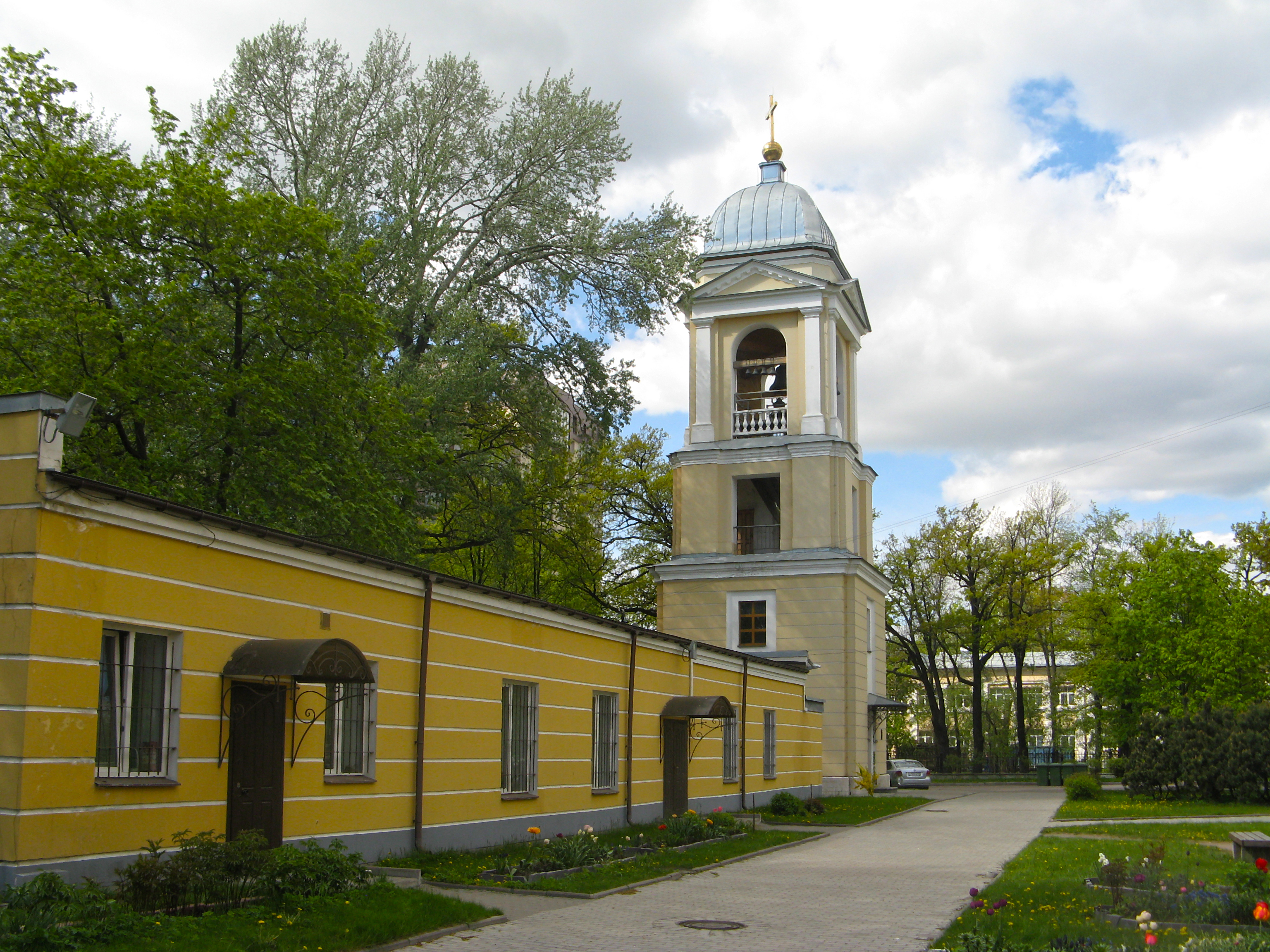
Колокольня, 2017 г.

Вместо него настоятелем церкви был назначен клирик Николо-Богоявленского Морского собора протоиерей Феодор Гуряк.
5 апреля 2003 года храм был вновь освящён Митрополитом Санкт-Петербургским и Ладожским Владимиром, ему сослужили благочинный Приморского округа протоиерей Ипполит Ковальский, настоятель Николо-Богоявленского Морского собора протоиерей Богдан Сойко и настоятель храма протоиерей Феодор Гуряк. На службе присутствовал губернатор Санкт-Петербурга Владимир Яковлев.
В проповеди митрополит Владимир отдельно поблагодарил благотворителей за реализацию проекта воссоздания храма. Через два дня, в день Благовещения 7 апреля, митрополит Владимир снова возглавил литургию в этом храме. На службе была полномочный представитель президента в Северо-западном федеральном округе Валентина Матвиенко, которая родилась в этот день.
После освещения храма настоятель неоднократно заявлял о необходимости восстановления колокольни церкви. Проект воссоздания колокольни появился в 2006 году, по согласованию с КГИОП он представляет собой уменьшенную вдвое историческую колокольню. Около шести лет ушло на согласование проекта с властными структурами, весной 2012 года он был одобрен и сразу же началось строительство.
Колокольня закончена в октябре того же 2012 года и освящена 9 декабря.

### Кладбища
К Благовещенской церкви были приписаны два кладбища:
- приходское, открытое в 1765 году в полуверсте от неё на современной территории школы № 44 (Школьная улица, дом 66), и
- в ограде при церкви — более богатое, содержавшееся на средства зажиточных прихожан.

Здесь были похоронены писатель С. Н. Терпигорев (Атава), известный правовед И. Е. Андреевский, скрипач и дирижёр Н. В. Галкин, актёры П. П. Пронский и Г. Н. Стремлянов.
Эти места во время летних прогулок 1833—1835 годах посещал А. С. Пушкин, живший на даче неподалёку, на Чёрной речке. Тогда возникли строки его стихотворения:

Когда за городом, задумчив, я брожу

И на публичное кладбище захожу,

Решетки, столбики, нарядные гробницы,

Под коими гниют все мертвецы столицы.

В болоте кое-как стесненные рядком,

Как гости жадные за нищенским столом,

Купцов, чиновников усопших мавзолеи,

Дешевого резца нелепые затеи,

Над ними надписи и в прозе и в стихах…

Кладбище было уничтожено в начале 1940-х годов, но следы нескольких безымянных склепов можно было увидеть и в середине 1990-х годов.